# 西村英一
西村 英一（にしむら えいいち、1897年〈明治30年〉8月28日 - 1987年〈昭和62年〉9月15日）は、日本の政治家。位階は正三位。姫島村名誉村民。七日会初代会長。
衆議院議員を11期務め、閣僚として厚生大臣、建設大臣などを歴任。また党職として自由民主党副総裁を務めた。「おじいちゃん」の愛称で知られ、佐藤栄作、田中角栄両元首相に対するご意見番的存在であった。

## 来歴
大分県東国東郡姫島村出身。大分中学、七高を経て、1924年に東北帝国大学工学部電気工学科を卒業後、鉄道省に入省。省内で佐藤栄作と知り合った。その後、運輸通信省を経て運輸省鉄道総局電気局長で退官。
1949年、第24回衆議院議員総選挙に吉田茂率いる民主自由党公認で立候補し初当選（当選同期に池田勇人・前尾繁三郎・橋本龍伍・麻生太賀吉・小渕光平・橋本登美三郎・福永健司・塚原俊郎・藤枝泉介・木村俊夫・稲葉修・河本敏夫・森山欽司・床次徳二・有田喜一など）。この選挙では吉田が官僚出身者を自らの藩屏とするため大量当選させ巷間「吉田学校」と称されたが、西村も吉田学校の一員である。保守合同で自民党に参加し、佐藤派に所属した。1962年、第2次池田第2次改造内閣の厚生大臣として初入閣する。第3次佐藤改造内閣で建設大臣を務めた。
佐藤首相退陣後の後継総裁選びでは田中を支持し1972年の田中内閣成立後、田中派・七日会が正式に結成されると会長に選出された。その後日本列島改造論により土地騰貴が進み地価が暴騰したため1974年、国土庁が設置されると西村は初代国土庁長官に就任し、土地対策に当たった。田中金脈問題で田中内閣が総辞職し、その後ロッキード事件が発覚するが、西村は田中派会長として田中派を維持することに一役買った。1976年、福田赳夫内閣で行政管理庁長官に就任し福田赳夫首相の意を受けて行政改革を推進し、福田、園田直内閣官房長官、山中貞則自民党行財政調査会長とともに行革反対派から「四人組」と批判された。

福田内閣は大角連合によって自民党総裁予備選挙で大差を付けられ退陣、大平内閣が成立し、西村は1979年、自民党副総裁に就任した。財政再建に賭ける大平正芳は一般消費税を掲げて第35回衆議院議員総選挙を闘うが、世論の支持を得られず248議席に終わった。選挙後、大平、田中の主流派と福田、三木武夫、中曽根康弘ら反主流派は四十日抗争を繰り広げるが西村は副総裁として両陣営の調整役を務めた。
1980年6月、第36回衆議院議員総選挙（衆参同日選挙）の選挙中に大平が急死し、西村は自民党総裁代行として内閣総理大臣臨時代理の伊東正義（内閣官房長官）と二人三脚で選挙運動を遂行し、自民党が大勝した。大平政権の後継には副総裁であった西村を次期首相とする構想も存在したが、この選挙では西村本人がまさかの落選をしたため、立ち消えとなった。鈴木善幸総裁が選出されたのを見届けた後、同年11月に副総裁を退任した。
自らの選挙区である大分2区には1979年の第35回衆院選に無所属で当選した後同じ自民党田中派に加入してきた田原隆がおり、西村は票田を奪い合う間柄であったこの田原を後継者とし、1983年9月に政界からの引退を表明した。
その後も政治活動を続け、1987年7月には二階堂進前副総裁の大阪でのパーティーに出席して田中角栄元首相のメッセージを代読。竹下派議員のパーティーにも顔を見せ、田中派の再結集を訴えていた。
その後体調を崩して8月から入院していたが、1987年9月15日、心不全により90歳で永眠。

## 人物
質素な生活ぶりで知られ、佐藤元首相をして「政治家の中にこれほど清廉な人はいない」と言わしめた。また、西村は佐藤に対しては堂々と苦言を呈し佐藤政権時代にあっても、深夜佐藤の寝室にまで入って意見を言ったと伝えられる。また、田中元首相に対しても「首相になった男があんまり札びらを切るようなみっともない真似をするな」と忠告したが、この時には田中の方が西村ら国立大学卒、高級官僚出身者と自身を比較して「じいさん、小学校出の俺には金しか無いんだ」と言いさめざめと涙を流し西村を絶句させた。また、戸川猪佐武の『小説吉田学校』では自民党の四十日抗争の際、西村が中曽根に「あなたは総理総裁のコースを歩むべき人だから、判断を見誤らんようにな」と忠告する場面が描かれている。

## 文献
- 『追想 西村英一』西村英一先生追想録刊行会、1988年